# Ceromya luteicornis
Ceromya luteicornis är en tvåvingeart som först beskrevs av Charles Howard Curran 1933.  Ceromya luteicornis ingår i släktet Ceromya och familjen parasitflugor. Inga underarter finns listade i Catalogue of Life.